# О’Хигинс (броненосен крайцер)
О’Хигинс (на испански: O'Higgins) e броненосен крайцер на чилийския флот от края на 19 век. Построен е във Великобритания в единствен екземпляр. Наречен е в чест на националния герой на Чили, Бернардо О’Хигинс Рикелме. По-късно служи за основа при проектирането на крайцерите от тип „Асама“.

## Проектиране и построяване
Проектът е създаден от сър Филип Уотс. Корабът е поръчан през април 1896 г. и е струва на чилийското правителство 700 000 британски паунда.

## Конструкция
Крайцерът, също като броненосеца „Капитан Прат“, има ромбично разположение на четирите оръдия от главния калибър. Бордовите кули са особено уязвими от разрив на снаряди под тях и са най-отчетливото „родилно петно“ на крайцера. Крайцерът е примерно със 7 метра по-къс от „Есмералда“ (1896), но с 1500 т я превъзхожда по водоизместимост и носи по-внушителна защита: дебелината на пояса достига до 180 мм, броневата палуба – до 50 мм в плоската част и 75 мм на скосовете.
Броят на 8" (203-мм) оръдия на главния калибър е увеличен до четири, а броят на 6" (152-мм) е намален до 10, шест от тях са разположени в отделни каземати под горната палуба, което не може да се нарече особено удачно, останалите четири 6" оръдия се намират на горната палуба по бордовете в отделни кули мидъла и на кърмата.
Отличителна особеност на оръдията главен калибър е, че част от техния боекомплект се намира в кулата. Останалите снаряди и всички заряди към тях се намират под бронираната палуба и се подават към кулата с общ хидравличен подемник. След изразходването на снарядите в кулите темпа на стрелба спада рязко.

## Оценка на проекта
До влизането в строй на дредноута „Алмиранте Латоре“, заедно с броненосеца „Capitán Prat“, се явява най-големият кораб на чилийския флот.